# آکاردئون بایان
آکاردئون بایان یا باندونئون یکی از سازهای بادی محبوب در آرژانتین و موسیقی تانگو است.

## نگارخانه

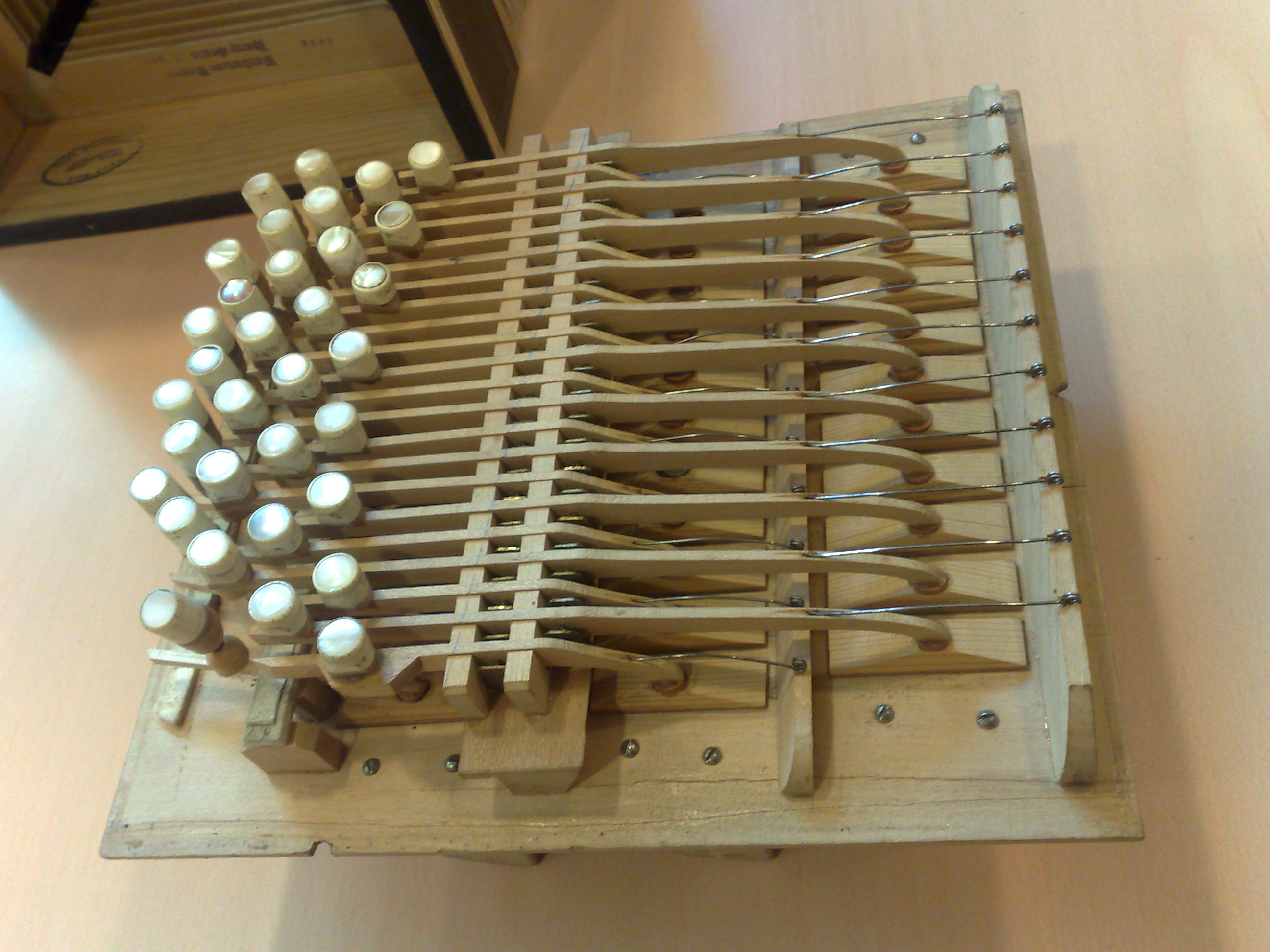
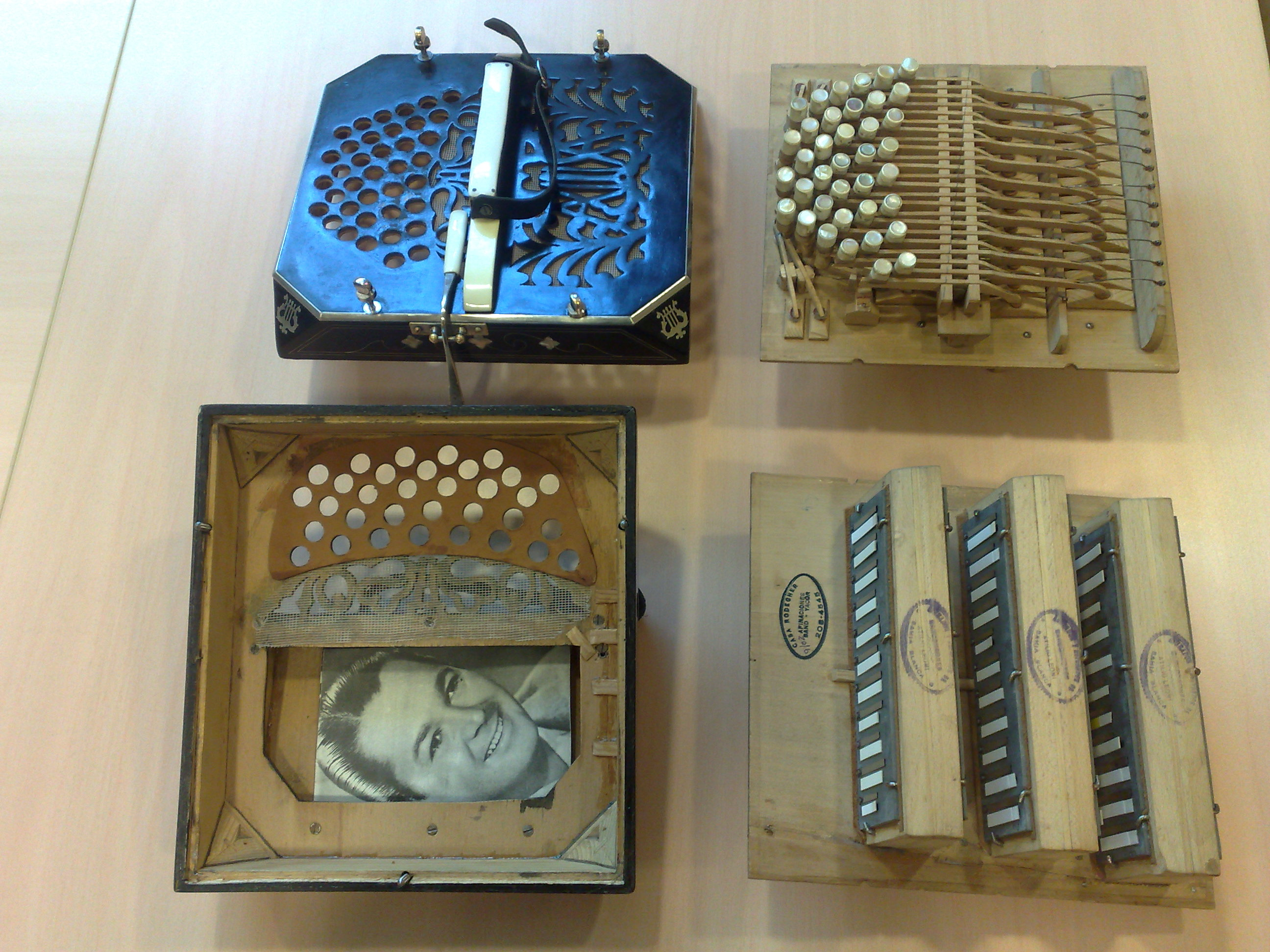
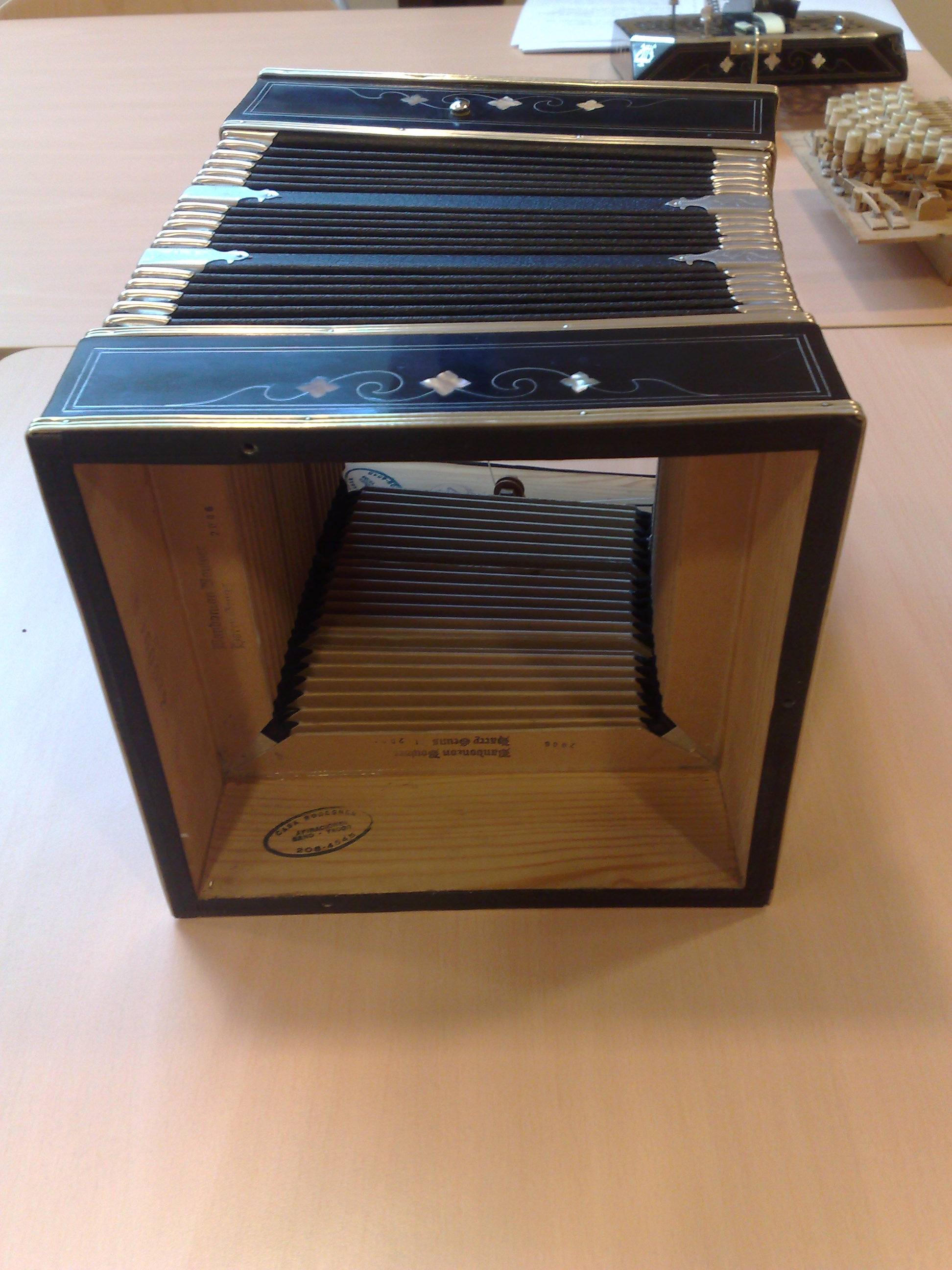
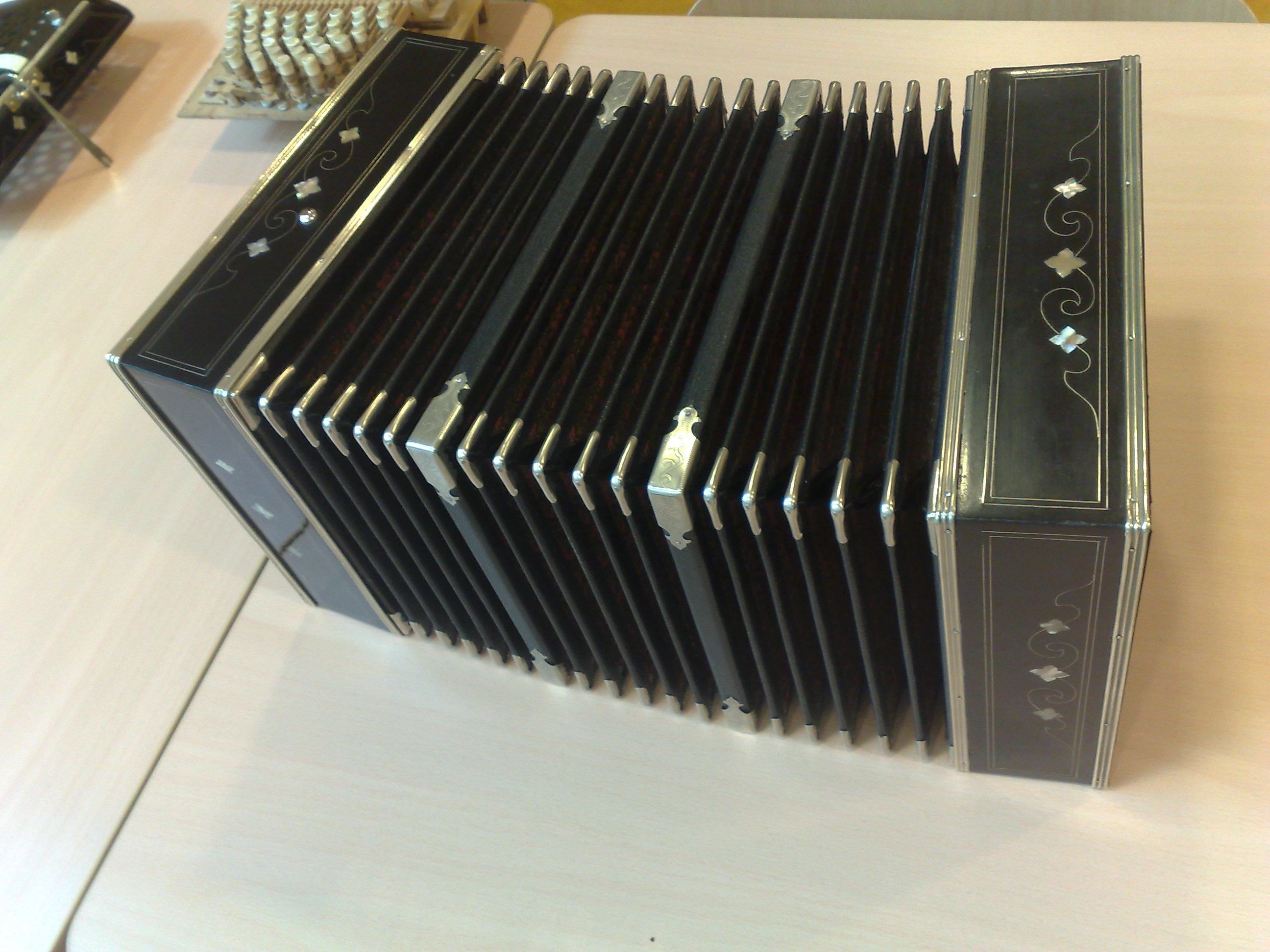
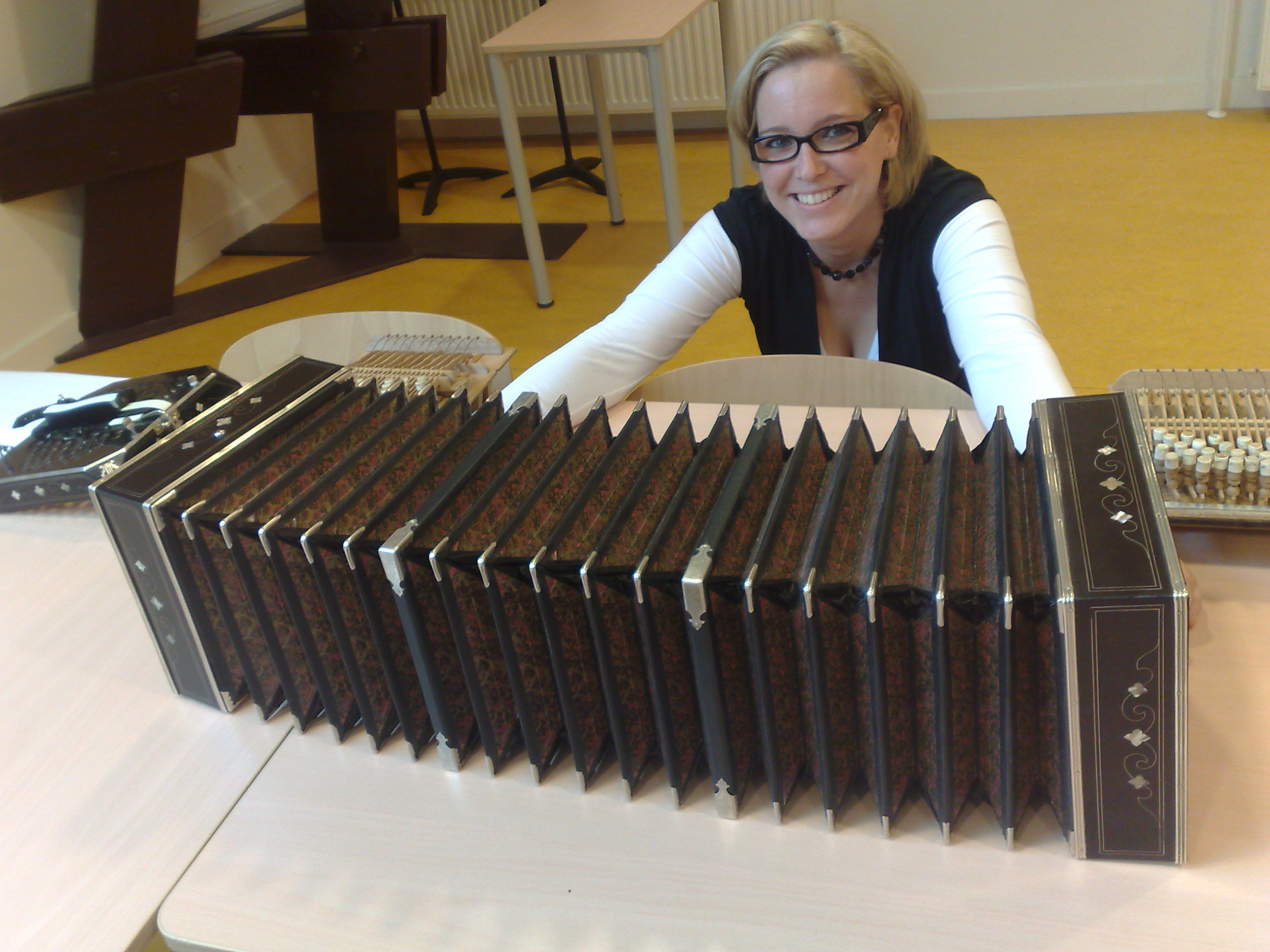

## جستارهای وابسه
- تانگو